# 三重県立総合医療センター
地方独立行政法人三重県立総合医療センター（みえけんりつそうごういりょうセンター）は、三重県四日市市にある医療機関。

## 概要
北勢地区の救急医療・高度医療を行うために行う病院である（そのため一般外来は原則紹介状が必要）。三重県の基幹災害医療センターである。また、大規模災害や多傷病者の発生時には三重DMATを編成し医療活動を行う体制を持つ。病院の基本理念は「救命救急、高度、特殊医療等を提供することにより、県の医療水準の向上に貢献します」「安全・安心で互いにささえあう社会の実現に向けて医療面から貢献します」である。

## 沿革
- 1948年（昭和23年）8月 - 三重県医師会より旧海軍燃料廠附属病院を継承し、三重県立医学専門学校・三重県立医科大学附属塩浜病院として発足。
- 1960年（昭和35年）1月 - 三重県立大学医学部附属塩浜病院に改称。
- 1974年（昭和49年）4月 - 県立大学の国立移管により三重県立大学医学部附属塩浜病院を廃止し、三重県立中央病院として発足。
- 1974年（昭和49年）9月 - 三重県立総合塩浜病院に改称。
- 1994年（平成6年）10月 - 三重県立総合塩浜病院を廃止し、現在地に三重県立総合医療センターとして発足。
- 1997年（平成9年）1月 - 三重県災害拠点病院に指定。
- 2003年（平成15年）4月 6日 - 鈴鹿サーキットで行われたMotoGP開幕戦日本GP決勝レースにおいて事故を起こした加藤大治郎が当院に緊急搬送されるが、意識が戻らないまま4月20日に逝去[4]。
- 2012年（平成24年）4月 - 地方独立行政法人に移行。
- 2014年（平成26年）10月 - この年のF1日本グランプリにおいて大クラッシュしたジュール・ビアンキが当院に緊急搬送される。その後なんとか母国フランスへ移送できたが、意識が戻らないまま9ヶ月後にニース大学付属病院にて逝去。

## 診療科等
- 内科
- 呼吸器内科
- 消化器内科
- 循環器内科
- 脳神経内科
- 外科
- 消化器外科
- 小児外科
- 乳腺外科
- 呼吸器外科
- 心臓血管外科
- 脳神経外科
- 小児科
- 産婦人科
- 整形外科
- 皮膚科
- 泌尿器科
- 眼科
- 耳鼻咽喉科
- 精神科
- 麻酔科
- 放射線診断科
- 放射線治療科
- 病理診断科
- 救急科

## 医療機関の指定等
- 保険医療機関
- 労災保険指定医療機関
- 指定自立支援医療機関（更生医療・育成医療・精神通院医療）
- 生活保護法指定医療機関
- 戦傷病者特別援護法指定医療機関
- 結核指定医療機関
- 原子爆弾被害者一般疾病医療取扱医療機関
- 公害医療機関
- 指定養育医療機関
- 災害拠点病院
- へき地医療拠点病院
- 救命救急センター
- 臨床研修指定病院
- がん診療連携拠点病院
- エイズ治療拠点病院
- DPC対象病院
- 第二種感染症指定医療機関
- 地域周産期母子医療センター

## 事案
2020年（令和2年）夏、内部の職員から産婦人科手術において不適切な事案（いずれも保険診療では請求できない腹腔鏡手術による悪性腫瘍の手術であり、腹腔鏡手術を行ったにもかかわらず保険診療にできるよう術式を開腹手術として請求するという内容）に関する疑義が呈され、同年8月に院内調査を開始。翌月に第三者を含めた検証委員会を設置し、検討を進めた。いくつかの症例を調査したところ不適切であると指摘があったため、さらに調査を進め、2014年（平成26年）4月から2020年（令和2年）8月までの間に112件の不適切な症例を確認したと2021年（令和3年）1月15日に公表された。既に東海北陸厚生局に報告し、返金等今後の対応について相談していること・公表時点で手術後の体調不良等についての相談等は今のところないが、問い合わせがあれば適宜対応するとも伝えられている。
2021年（令和3年）7月 - 当院勤務の男性医師（28歳）が、いなべ市内の住宅にのぞき目的で住居侵入。風呂場の脱衣所にいた女性が男性医師を発見、駆け付けた警察官に逮捕された。男性医師は容疑を認めている。

## 交通アクセス
- 四日市あすなろう鉄道内部線 泊駅下車、徒歩で約15分。
- 近鉄名古屋線 近鉄四日市駅より三重交通バス：総合医療センター行で「総合医療センター」停留所下車。
- 近鉄名古屋線 塩浜駅より三重交通バス：高花平行で「総合医療センター」停留所下車。